# The Second Coming (Kiss)
The Second Coming è il decimo video della videografia ufficiale del gruppo hard rock statunitense Kiss, pubblicato il 24 novembre 1998 per l'etichetta PolyGram Video.

## Il video
The Second Coming è un documentario che ripercorre brevemente la storia del gruppo e propone alcuni filmati della reunion (tra cui l'esibizione ad MTV Unplugged, la prima apparizione del gruppo riunito alla cerimonia dei Grammy Awards) e dell'Alive/Worldwide Tour. Il video, commentato dal VJ di MTV Matt Pinfield, è stato premiato doppio disco di platino.

## Tracce
1. Introduction
2. In the beginning
3. The hottest live band in the land
4. Breaking down
5. Up from the ashes
6. Putting on the makeup
7. The Grammys
8. First rehearsal
9. Fanning the flames
10. Laying out a plan
11. Bigger than life
12. The practice gigs
13. Opening night: Tiger Stadium, Detroit
14. Madison Square Garden, NY
15. The Kiss Buzz
16. The castle Donington Festival: England
17. The Forum: Los Angeles, CA
18. Music, makeup, mayhem
19. MTV Video Music Awards
20. Passing judgment
21. Bass licks
22. Spanning the globe
23. New year's eve 1996
24. Big in japan
25. Down under & down south
26. The lost cities tour
27. The final siege
28. Stockholm, Sweden
29. The last show: Finsbury Park, London
30. End credits

## Formazione
- Paul Stanley: voce e chitarra ritmica
- Gene Simmons: voce e basso
- Ace Frehley: chitarra ritmica e solista, voce
- Peter Criss: batteria e voce